# Kuta Sange
Kuta Sange is een bestuurslaag in het regentschap Gayo Lues van de provincie Atjeh, Indonesië. Kuta Sange telt 401 inwoners (volkstelling 2010).